# Barnafejű gulyajáró
A barnafejű gulyajáró (Molothrus ater) a madarak osztályának verébalakúak (Passeriformes) rendjébe, azon belül a csirögefélék (Icteridae) családjába tartozó faj.

## Rendszerezése
A fajt Pieter Boddaert holland ornitológus írta le 1783-ban, az Oriolus nembe Oriolus ater néven.

## Alfajai
- Molothrus ater artemisiae (Grinnell, 1909) - Kanada és az USA nyugati belső területei.
- Molothrus ater ater (Boddaert, 1783) - Alaszka, Kanada az USA part közeli nyugati részei és Északnyugat-Mexikó.
- Molothrus ater obscurus (Gmelin, 1789) - Kanada délkeleti része, az USA keleti és középső államai és Északkelet-Mexikó. [2]

## Megjelenése
A madár alakja más csirögék felépítésére hasonlít, de feje és csőre inkább a pintyekre jellemző morfológiai tulajdonságokat mutatja. A kifejlett hím tollazata irizáló feketésszürke, fején barna színű. A nőstényé tompaszürke, barnásszürke fejjel, a torkán kevéssé szembetűnő, világosabb csíkokkal.
A hím átlagos testtömege 49 gramm, a tojóé 39 gramm. A nőstények átlagos testhossza ritkán haladja meg a 20 cm-t, a hímeké 26 cm-ig terjedhet.  
Átlagos szárnyfesztávolságuk 36 cm. 

## Elterjedése
Kanada, Saint-Pierre és Miquelon, az Amerikai Egyesült Államok és Mexikó területén költ, telelőterületébe beletartozik Mexikó középső és déli része, a Bahama-szigetek, Kuba és a Turks- és Caicos-szigetek. Rajokban mozog, gyakran más madarakkal együtt, például a közönséges csirögével, pirosvállú csirögével, seregélysármányokkal (különösen ősszel), vagy seregélyekkel.
Kóborlásai során eljut az Egyesült Királyságba  és Belize területére is.
Természetes élőhelyei a mérsékelt övi erdők, a szubtrópusi és trópusi lombhullató erdők, a füves puszták valamint a szántóföldek és a legelők. Vonuló faj.
|  |  |

## Életmódja
Ezek a madarak a talajon keresnek táplálékot, gyakran követve a legelő állatokat, például lovakat vagy szarvasmarhákat, mert ezeket a háziállatokat gyakran nagy mennyiségben veszik körül különböző ízeltlábúak, vagy paraziták. Főként magvakat, rovarokat és ritkán bogyókat fogyasztanak.
Az európai hódítás előtt a gulyajárók a nagy bölénycsordákat követték a prérin keresztül. Jelentősen elszaporodtak az erdős területek kiirtásával és a sok újonnan érkezett legelő állat betelepítésével. Manapság gyakran láthatók a kertvárosokban, falvakban, városi parkokban. 
2012-ben a barnafejű gulyajárók egyes állományai a kaliforniai Riverside megyében pozitívak lettek a Nyugat-nílusi lázra.

## Szaporodása
Mint a többi gulyajáró, ez a faj is költésparazita, azaz a tojásait más, hozzá hasonló termetű verébféle fészkébe rakja, különösen azon fajokéiba, amelyek csészealakú fészket építenek. Tojásait már több, mint 220 másik madárfaj fészkében dokumentálták, és több, mint 140 olyan madárfaj ismeretes, amely már nevelt barnafejű gulyajáró fiókákat. 
|  |  |

## Természetvédelmi helyzete
Az elterjedési területe rendkívül nagy, egyedszáma viszont, még ha lassú ütemben is, csökken, bár még nem éri el a kritikus szintet. A Természetvédelmi Világszövetség Vörös listáján nem fenyegetett fajként szerepel.